# ハンジロウ
ハンジロウは、マセキ芸能社に所属する日本のお笑いコンビ。THE SECOND 〜漫才トーナメント〜 2024ファイナリスト。2人とも沖縄県那覇市首里出身。2003年から2008年までは沖縄の芸能事務所・オリジン、その後は2013年5月までヴィジョンファクトリー（現：ライジングプロダクション）に所属していた。2022年5月までは「しゃもじ」というコンビ名で活動していた。

## メンバー
- たーにー（本名：砂川 尚吾〈すながわ しょうご〉、1984年12月27日（40歳） - ）
  - 主にボケ（コントではツッコミ）担当、立ち位置は向かって左。
  - 血液型A型。
  - 亡祖父は東映の元映画カメラマンの仲沢半次郎[注釈 1]。半次郎の名が改名後のコンビ名の由来となっている（後述）。
- しゅうごパーク（本名：金城 秀吾〈きんじょう しゅうご〉、1985年3月4日（40歳） - ）
  - 主にツッコミ（コントではボケ）担当、立ち位置は向かって右。
  - 血液型A型。
  - アイドルグループSixTONESの大ファン。2025年1月15日の東京ドーム公演に参加し、その感想を公式YouTubeにアップしている[4]。

## 来歴
高校在学中から沖縄の登竜門的アマチュアお笑い選手権「フレッシュお笑い選手権」で優勝するなど活躍し、アマチュア時代から沖縄県内で注目を浴びる。最初の「しゃもじ」というコンビ名は、この高校生時代に「何も考えず軽いノリで適当に」つけた（しゅうご談）というコンビ名だった。
2003年4月、2人の高校卒業を機として本格的に沖縄のローカル芸人として活動を開始。2009年より活動拠点を東京に移す。妻子は沖縄に置いてきており、東京へは単身赴任である。2013年6月よりマセキ芸能社に所属。
沖縄時代は漫才をメインとしていたが、上京後はコントも頻繁に演じるようになった。
同じく沖縄出身の与座よしあき・キャン×キャンとのユニット「ヨジャモキャン」としても活動する。
M-1グランプリには2018年に出場資格を失い、2021年には与座よしあきとのユニット「人人」として出場し準々決勝まで進出した。
2022年6月1日、コンビ名を「しゃもじ」から「ハンジロウ」に改名。「しゃもじ」は「人の10倍の苦労をしてやっと食えるようになるぐらい」といったことを占い師に言われるなど、その後も良くない名前だと言われ続けたうえ、連続テレビ小説『ちむどんどん』で共演した片岡鶴太郎からも「適当につけたうえ、字画もダメな名前なら本当に良くない」と言われ、改名を決意した。新コンビ名を考えていく中、たーにーの亡祖父の仲沢半次郎の名が出た時にたーにーがしっくり来たような顔をしたことから、半次郎の名をもらうことにして島田秀平に相談したところ、「ハンジロウとカタカナ表記にすれば“大大吉”」と言われ、「ハンジロウ」に決定した。
かもめんたる・槙尾ユウスケの経営する間借り営業形式のスパイスカレー専門店「三軒茶屋カリガリ マキオカリー」の系列店として、2021年9月よりたーにーが店長の「五反田カリガリ マキオタニカリー」（西五反田）、2022年12月よりしゅうごパークが店長の「上野カリガリ マキオカリー パーク店」を運営している。

## 賞レース戦歴

### M-1グランプリ
| 年度             | 結果         | エントリー No. | 会場                          | 日程     |
| ---------------- | ------------ | -------------- | ----------------------------- | -------- |
| 2010年（第10回)  | 3回戦進出    |                | [東京] ルミネtheよしもと      |          |
| 2015年（第11回） | 準々決勝進出 | 2432           | [東京] 浅草公会堂             | 11月3日  |
| 2016年（第12回） | 2回戦進出    | 880            | [東京] 雷5656会館ときわホール | 10月11日 |
| 2017年（第13回） | 3回戦進出    | 808            | [東京] ルミネtheよしもと      | 10月20日 |
| 2018年（第14回） | 3回戦進出    | 3321           | [東京] ルミネtheよしもと      | 10月16日 |

### キングオブコント
| 年度   | 結果         | 備考                |
| ------ | ------------ | ------------------- |
| 2010年 | 準決勝進出   |                     |
| 2011年 | 3回戦進出    | 1回戦はシードで通過 |
| 2012年 | 準決勝進出   |                     |
| 2013年 | 2回戦進出    | 1回戦はシードで通過 |
| 2014年 | 2回戦進出    |                     |
| 2015年 | 2回戦進出    |                     |
| 2016年 | 準決勝進出   |                     |
| 2017年 | 準々決勝進出 |                     |
| 2018年 | 2回戦進出    |                     |
| 2019年 | 2回戦進出    |                     |
| 2020年 | 準々決勝進出 |                     |
| 2021年 | 準々決勝進出 |                     |
| 2022年 | 準々決勝進出 |                     |
| 2023年 | 準々決勝進出 |                     |
| 2024年 | 準々決勝進出 |                     |

### その他賞レース
- 2006年 第1回 ナンバーワンローカル芸人決定戦L-1グランプリ 優勝
- 2007年 第1回沖縄ナンバーワン芸人決定戦 新春!oh笑い O-1グランプリ 優勝
- 2010年 第3回お笑い全日本カップ 優勝
- 2014年 新人内さまライブ チャンピオン大会2014 優勝[15]
- 2016年 じわじわチャップリン 第2回チャンピオン大会 優勝
- 2022年 G-1グランプリ 準決勝進出
- 2023年 第5回「ビートたけし杯 お笑い日本一」優勝[16]
- 2024年 THE SECOND 〜漫才トーナメント〜 決勝戦初戦敗退[17]

## 出演

### テレビ
- いつみても波瀾万丈（日本テレビ）
- CSファミリー劇場「ますだおかだの出たぁトコ勝負」
- 第1回新春!oh笑い O-1グランプリ（沖縄テレビ放送）
- それ行け安田探検隊（沖縄テレビ放送）
- CSファミリー劇場「ますだおかだの出たぁトコ勝負L-1グランプリ」
- ジョートーTV（琉球放送）
- 那覇ハーリー（沖縄テレビ放送）
- 沖縄医師会特別番組（沖縄テレビ放送）
- 正しい幹事の断り方（沖縄インターネット放送）
- 2008 笑月の乱〜チューバー芸人の戦い〜（琉球放送）
- 第二回0-1グランプリ（沖縄テレビ放送）
- 爆笑オンエアバトル（NHK総合、2003年） - 戦績0勝1敗 最高325KB
- Oh! 笑いけんさんぴん（沖縄テレビ放送、2004年 - 2008年） - 準レギュラー出演
- 沖縄楽園スタイル うちなー亭（BS日テレ、2007年 - 2008年） - レギュラー出演
- シェフ道筆のまーさん堂（沖縄テレビ放送、2007年 - 2008年） - レギュラー出演
- 新しい波16（フジテレビ、2009年）
- ふくらむスクラム!!（フジテレビ、2009年） - レギュラー出演
- 爆笑トライアウト（NHK総合、2009年） - 会場審査は4位（445TP）、視聴者投票は5位（351票）
- 1ばんスクラム!!（フジテレビ、2009年 - 2010年） - レギュラー出演
- 爆笑ホワイトカーペット（フジテレビ、2010年） - キャッチコピーは「おいしい笑い よそいます」
- オンバト+（NHK総合、2010年） - 戦績0勝1敗 最高233KB
- 爆笑レッドカーペット ヤングライオン杯決勝大会（フジテレビ、2010年） - キャッチコピーは「おいしい笑い よそいます」
- 与座の名護キャンプ（2013年5月、ニコジョッキー）
- にちようチャップリン（2018年7月4日、テレビ東京）以後、不定期出演
- 水曜日のダウンタウン（2019年11月20日、TBS）
- ハマって！鶴見→地元発見！ ハマって★ハンジロウ（YOUテレビ）（2020年 - ）
- 賞金奪い合いバトル〜ソウドリ〜（2022年3月7日）
- 連続テレビ小説 ちむどんどん（NHK総合、2022年）
- Dokyoハブストーリー 〜沖縄同郷物語〜（沖縄テレビ放送、2023年1月22日- ）

### ラジオ
- オリジンアワー（タイフーンfm、2003年 - 2008年） - 金曜日レギュラー出演
- しゃもじのもじもじしない（ラジオ沖縄、2006年 - 2007年） - 水曜日レギュラー出演
- 年またぎ特番　はばたけ（ラジオ沖縄、2006年 - 2008年） - 毎年出演
- LOVEXR しゃもじのあやかりたいっす（ラジオ沖縄、2007年 - 2008年） - レギュラー出演

### CM
- ブックオフ（2006年） - ラジオCM
- OTV飲酒運転撲滅運動（2007年）

### ミュージックビデオ
- HY「帰る場所」（2014年） - ショートムービー[注釈 2]

## DVD
- しゃもじ「ダンチングヒーロー」（2016年6月22日発売、コンテンツリーグ[18]）